# Tannen-Blättling
Der Tannen-Blättling (Gloeophyllum abietinum, syn. Daedalea asserculorum, Reisneria papyracea, Daedalea abietina, Lenzites abietina und Irpex umbrinus) ist eine Pilzart aus der Familie der Blättlingsverwandten (Gloeophyllaceae).

## Merkmale
Makroskopie
Der Tannen-Blättling bildet ein- bis mehrjährige, meist konsolen-, kreisel- oder fächerförmige Fruchtkörper, an der Unterseite des Substrats kann er auch flach anliegen, die Frk. können auch dachziegelartig übereinander oder in langen Reihen angeordnet sein. Ihre Oberfläche ist striegelig-filzig, im Alter verkahlend und konzentrisch-wellig gezont, manchmal in der Mitte gebuckelt und ist jung durch kräftige, warme, dunkle, braune bis rotbraune Farbtöne gekennzeichnet, die im Alter ausblassen können. Sehr alte Fruchtkörper können schwarz sein. Junge Exemplare zeigen eine helle, weißliche bis blassbraune Randzone ohne deutliche Gelbtöne. Die Unterseite der Fruchtkörper besteht aus ocker- bis graubraunen Lamellen, die querverbunden sein können.
Mikroskopie
Das Hyphensystem ist trimitisch, es treten neben dünn- bis etwas dickwandigen, septierten, schnallentragenden generativen Hyphen auch unseptierte, dickwandige Skeletthyphen und zusätzlich Bindehyphen auf. Die Bindehyphen sind jedoch selten und können leicht übersehen werden.
Zystiden treten im Hymenium häufig auf. Sie sind dickwandig und messen 25–60 × 4–7 µm.
Die Basidien messen 26–32 × 5–6 µm. Sie sind gewöhnlich viersporig und haben eine Basalschnalle.
Die Sporen sind zylindrisch, farblos-hyalin, glatt, inamyloid und messen 9–12 × 3–4 µm.
Sexualität
Der Zaun-Blättling ist heterothallisch und zeigt einen bipolaren Kreuzungstyp.

## Artabgrenzung
Vom ähnlichen Zaun-Blättling (Gloeophyllum sepiarium) unterscheidet sich der Tannen-Blättling durch die weiter entfernt stehenden, regelmäßigeren, weniger häufig anastomisierenden Lamellen, durch die jung dunkleren, kräftigeren, warmen Brauntöne, denen der Rostton des Zaun-Blättlings fehlt und durch die nicht so auffallend gelb abgesetzte Zuwachszone.
Der Balken-Blättling (Gloeophyllum trabeum) hat ein viel dichteres, noch mehr labyrinthisch-poriges, kaum lamelliges Hymenophor und ist daher kaum zu verwechseln.
Das nur in den Tropen vorkommende Gloeophyllum striatum ist makroskopisch äußerst ähnlich, lässt sich neben dem unterschiedlichen Verbreitungsareal auch an Im Durchschnitt etwas kürzeren Sporen unterscheiden.

## Ökologie

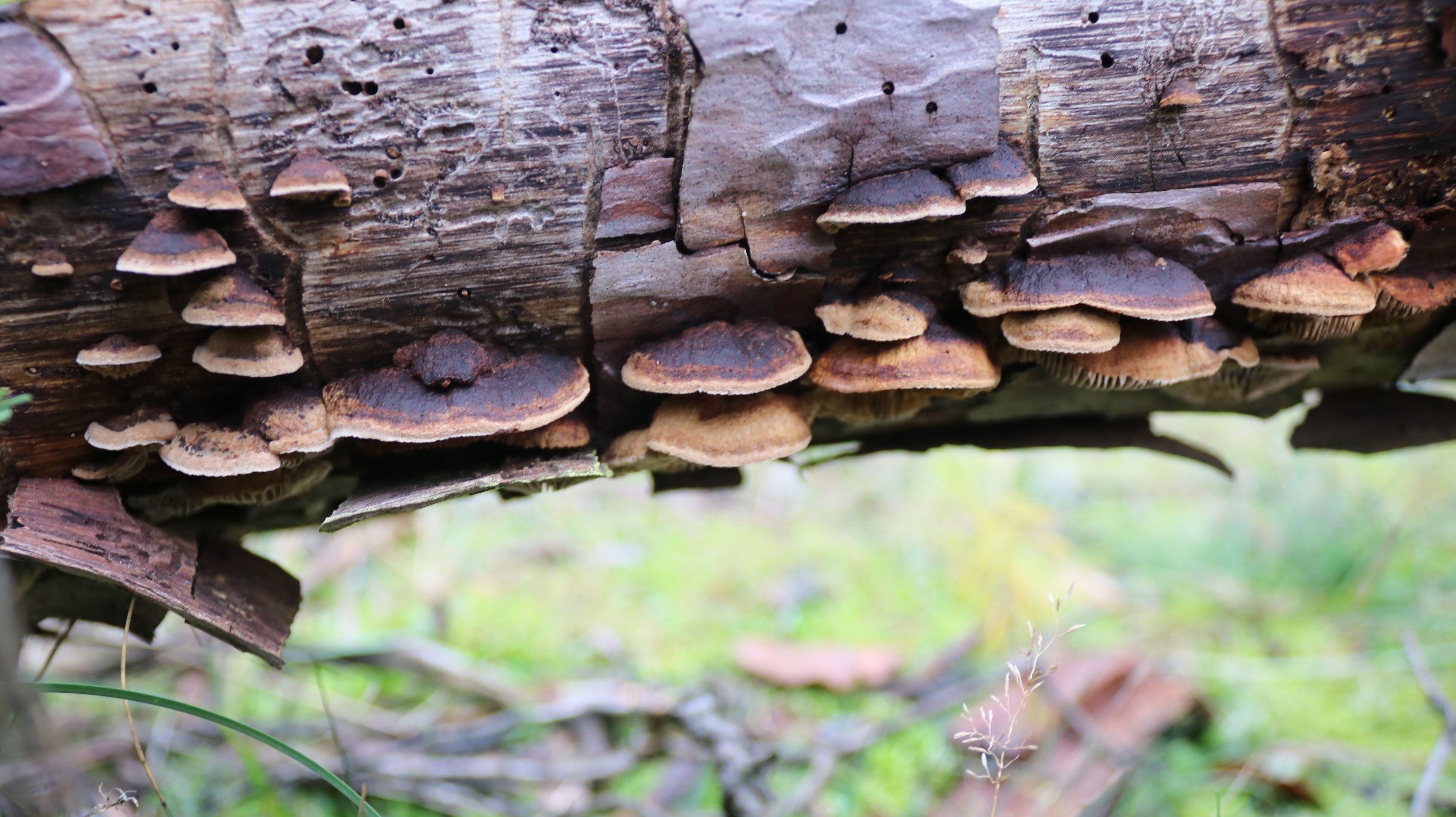
Tannenblättlinge auf einem Kiefernast

Der Tannen-Blättling ist ein holzbewohnender Saprobiont, der hauptsächlich Nadelholz besiedelt. Sein Substratspektrum ist breit. So besiedelt er Wacholder (Juniperus), Lärche (Larix), Fichte (Picea), Kiefer (Pinus) und Tanne (Abies). Selten wurde er auch auf folgenden Laubhölzern registriert: Birke (Betula), Buche (Fagus), Pappel (Populus) und Eiche (Quercus). Der Tannen-Blättling wächst an abgestorbenem, trocken stehenden oder luftig liegenden Stämmen und Ästen, auch an altem verbauten Holz (Geländer, Pfähle, Balken). Der Pilz kann in Deutschland in allen Waldgesellschaften und außerhalb ihnen gefunden werden, wenn geeignetes Substrat vorhanden ist.

## Verbreitung
Der Tannen-Blättling zeigt in Europa eine südliche Verbreitung. So ist er in Skandinavien nördlich von Oslo und Stockholm sowie in Südfinnland äußerst selten, während er in Mittel- und Südeuropa sowie Nordafrika weit verbreitet ist. Sein Areal erstreckt sich auch über Asien, während er in Nordamerika zwar vorkommt, dort aber selten ist. In Deutschland ist er in entsprechenden Biotopen stark verbreitet.

## Bedeutung
Ähnlich wie der Zaun-Blättling verursacht der Tannenblättling Schäden an verbautem Nadelholz, das durch die intensive Braunfäule zerstört wird.